# Paraguayos, República o Muerte
Paraguayos, República o Muerte is het volkslied van Paraguay. Het wordt als het langste volkslied ter wereld beschouwd, uitgaande van de melodie.
De tekst is geschreven door Francisco Acuña de Figueroa, die onder meer ook Orientales, la Patria o la tumba geschreven heeft, het volkslied van Uruguay. 
In Artikel 4 van de Paraguayaanse grondwet ligt vast dat dit het volkslied is, het is een van de "symbolen van het vaderland”.

## Tekst volkslied en vertaling

### Refrein
Paraguayos, ¡República o Muerte!

nuestro brío nos dio libertad;

ni opresores, ni siervos alientan

donde reina unión e igualdad.
[Paraguayanen: Republiek of Dood!
onze kracht gaf ons vrijheid
onderdrukkers noch slaven bestaan
waar eenheid en gelijkheid regeren.]

### Couplet 1
A los pueblos de América, infausto

tres centurias un cetro oprimió,

mas un día soberbia surgiendo,

"¡Basta!" —dijo, y el cetro rompió.

Nuestros padres, lidiando grandiosos,

ilustraron su gloria marcial;

y trozada la augusta diadema,

enalzaron el gorro triunfal.
[De volkeren van de Amerika’s, helaas
Waren drie eeuwen onderdrukt door een scepter
Maar een prachtige dag rees,
"Genoeg!", zei zij, en de scepter brak.
Onze voorvaderen, groots in de strijd,
Toonden hun glorie in oorlog;
En na de verheven kroon gebroken te hebben,
verhieven zij de triomferende muts.]

### Couplet 2
Nueva Roma, la Patria ostentará

dos caudillos de nombre y valer,

que rivales —cual Rómulo y Remo—

dividieron gobierno y poder.

Largos años —cual Febo entre nubes—

viose oculta la perla del Sud.

Hoy un héroe grandioso aparece

realzando su gloria y virtud...
[Nieuw Rome, het vaderland toont met trots
Twee leiders, met naam en waarde
Die, rivalen net als Romulus en Remus
Regering en macht deelden.
Lange jaren, waarin Phoebe tussen de wolken
De parel van het Zuiden donker zag worden
Vandaag verschijnt een grandioze held
Die haar roem en deugd zal tonen...]

### Couplet 3
Con aplauso la Europa y el Mundo

la saludan, y aclaman también;

de heroísmo: baluarte invencible,

de riquezas: magnífico Edén.

Cuando entorno rugió la Discordia

que otros Pueblos fatal devoró,

paraguayos, el suelo sagrado

con sus alas un ángel cubrió.
[Met applaus groeten Europa en de Wereld
Haar, en juichen haar toe:
haar heldendom: onoverwinnelijke burcht
haar rijkdom: een schitterend Eden
(Maar) toen de onenigheid rondom bulderde
die andere volkeren dodelijk verslond,
Paraguayanen, de heilige grond,
Was bedekt door een engel met zijn vleugels.]

### Couplet 4
¡Oh! cuán pura, de lauro ceñida,

dulce Patria te ostentas así

En tu enseña se ven los colores

del zafiro, diamante y rubí.

En tu escudo que el sol ilumina,

bajo el gorro se mira el león.

Doble imagen de fuertes y libres,

y de glorias, recuerdo y blasón.
[Oh, hoe puur, met laurier omgord
Zacht Vaderland, om jezelf zo te tonen.
In je vlag zie je de kleuren
Van saffier, diamant, en robijn.
In je wapen, door de zon verlicht,
Onder de muts zie je de Leeuw.
Dubbel beeld van de sterken en de vrijen,
en van roem, de nagedachtenis en het blazoen.]

### Couplet 5
De la tumba del vil feudalismo

se alza libre la Patria deidad;

opresores, ¡doblad rodilla!,

compatriotas, ¡el Himno entonad!

Suene el grito: "¡República o muerte!",

nuestros pechos lo exhalen con fe,

y sus ecos repitan los montes

cual gigantes poniéndose en pie.
[Uit het graf van het slechte feodalisme
Rijst op in vrijheid de nationale Godheid
Onderdrukkers, buig je knieën!
Landgenoten, zing het volkslied!
Laat de schreeuw horen: "Republiek of dood"!
Onze borsten ademen het uit in vertrouwen,
En de echo’s worden herhaald door de bergen
Als reuzen die zich verheffen.]

### Couplet 6
Libertad y justicia defiende

nuestra Patria; tiranos, ¡oíd!:

de sus fueros la carta sagrada

su heroísmo sustenta en la lid.

Contra el mundo, si el mundo se opone,

Si intentare su prenda insultar,

batallando vengar la sabremos

abrazo con ella expirar.
[Vrijheid en rechtvaardigheid worden verdedigd;
Door ons Vaderland, tirannen, luister!
De wetten in haar heilig handvest
Zullen het heldendom ondersteunen in de strijd.
Tegen de wereld als de wereld zich tegen haar keert,
Als zij van plan is haar eigenschappen te beledigen,
Strijdend om haar te wreken kennen we haar
Of omarmen we haar in de laatste ademtocht.]

### Couplet 7
Alza, oh Pueblo, tu espada esplendente

que fulmina destellos de Dios,

no hay más medio que libre o esclavo

y un abismo divide a los dos.

En las auras el Himno resuene,

repitiendo con eco triunfal:

¡a los libres perínclita gloria!,

¡a la Patria laurel inmortal!
[Rijs op, oh Volk, uw schitterend zwaard
Dat de vonken van God slaat,
Er is geen midden meer tussen vrij of slaaf
En een afgrond scheidt de twee.
In de zachte bries klinkt het Volkslied,
Herhalend, met overwinnende echo:
Voor de vrijen de oneindige roem,
Voor het Vaderland onsterfelijke lauweren!]
Onafhankelijke staten: Argentinië · Bolivia · Brazilië · Chili · Colombia · Ecuador · Guyana · Paraguay · Peru · Suriname · Uruguay · Venezuela
Afhankelijke gebieden: Falklandeilanden · Frans-Guyana · Zuid-Georgia en de Zuidelijke Sandwicheilanden